# Сержіу Філіпе Діаш Рібейру
Сержіу Філіпе Діаш Рібейру (порт. Sérgio Filipe Dias Ribeiro, нар. 16 червня 1985, Порту), більш відомий як просто Сержінью (порт. Serginho) — португальський футболіст, півзахисник грецького «Ерготеліса».

## Біографія
Вихованець клубу «Педрас Рубрас». Професійні виступи розпочав в цьому ж клубі 2003 року, з яким два сезони виступав у третьому за рівнем дивізіоні Португалії.
Влітку 2005 року перейшов в «Віхрен» (Санданський), що виступав в вищому дивізіоні Болгарії. Тут португальський легіонер провів два сезони, зігравши 40 матчів в чемпіонаті.
Влітку 2007 року перебрався в Грецію, де два сезони захищав кольори «Пієрікоса» з другого за рангом дивізіону Греції, після чого його помітив представник «еліти» «Левадіакос», підписавши португальця в липні 2009 року. Проте, в першому ж сезоні Сержіо вилетів з клубом і знову був змушений грати в другому дивізіоні.
В січні 2011 року підписав контракт з болгарським «Локомотивом» (Пловдив). В першому ж сезоні клуб зайняв 5 місце в чемпіонаті, програвши лише за очною зустріччю 4 місце, яке давало перепустку у єврокубки. Проте вже в сезоні 2011/12 клуб став фіналістом кубку Болгарії і таки потрапив в єврокубки. І 26 липня 2012 року Сержіо дебютував у матчі Ліги Європи проти нідерландського «Вітессе», який завершився з рахунком 4:4.
Незабаром після матчу Сержінью перебрався до столичного ЦСКА, в якому провів весь наступний сезон, зайнявши третє місце в цемпіонаті. Влітку 2013 року в клубі почались фінансові негаразди і Сержіу з рядом інших футболістів покинув ЦСКА.
23 серпня 2013 року на правах вільного агента підписав контракт з запорізьким «Металургом».
В лютому 2015 року перейшов до клубу грецького чемпіонату «Лариса»